# محكان
محكان هي بلدة تابعة لمدينة الميادين محافظة دير الزور. تبعد عن مركز المحافظة 50 كم إلى الجنوب الشرقي وعن مدينة الميادين 7 كم. تحدها من الشمال قرية الطيبة ومن الشرق نهر الفرات ومن الجنوب الشرقي مدينة القورية ومن الغرب بادية الشام. يبلغ تعداد السكان حوالي 30 الف نسمة.